# Hayk
Pour l’article ayant un titre homophone, voir Haïk.
Hayk est une ville du nord de l'Éthiopie, située à 28 kilomètres au nord de Dessie, dans la zone Debub Wolo de la région Amhara. Elle se trouve à 11° 18′ N, 39° 41′ E et à 2 030 mètres d'altitude.